# 卡拉埃齊河
卡拉埃齊河（烏克蘭語：Караєць），是烏克蘭的河流，位於該國西南部文尼察州，屬於德涅斯特河的左支流，發源自古巴奇夫卡西北面，河道全長45公里，流域面積212平方公里。